# San Lorenzo Tlaltecpan
San Lorenzo Tlaltecpan, es uno de los 17 barrios de la delegación de Xochimilco, localizado en la zona chinampera, por lo que sus habitantes se dedican principalmente a la agricultura, la pesca. Su nombre en náhuatl significa "tierras del palacio". El 10 de agosto se celebra su fiesta patronal. 

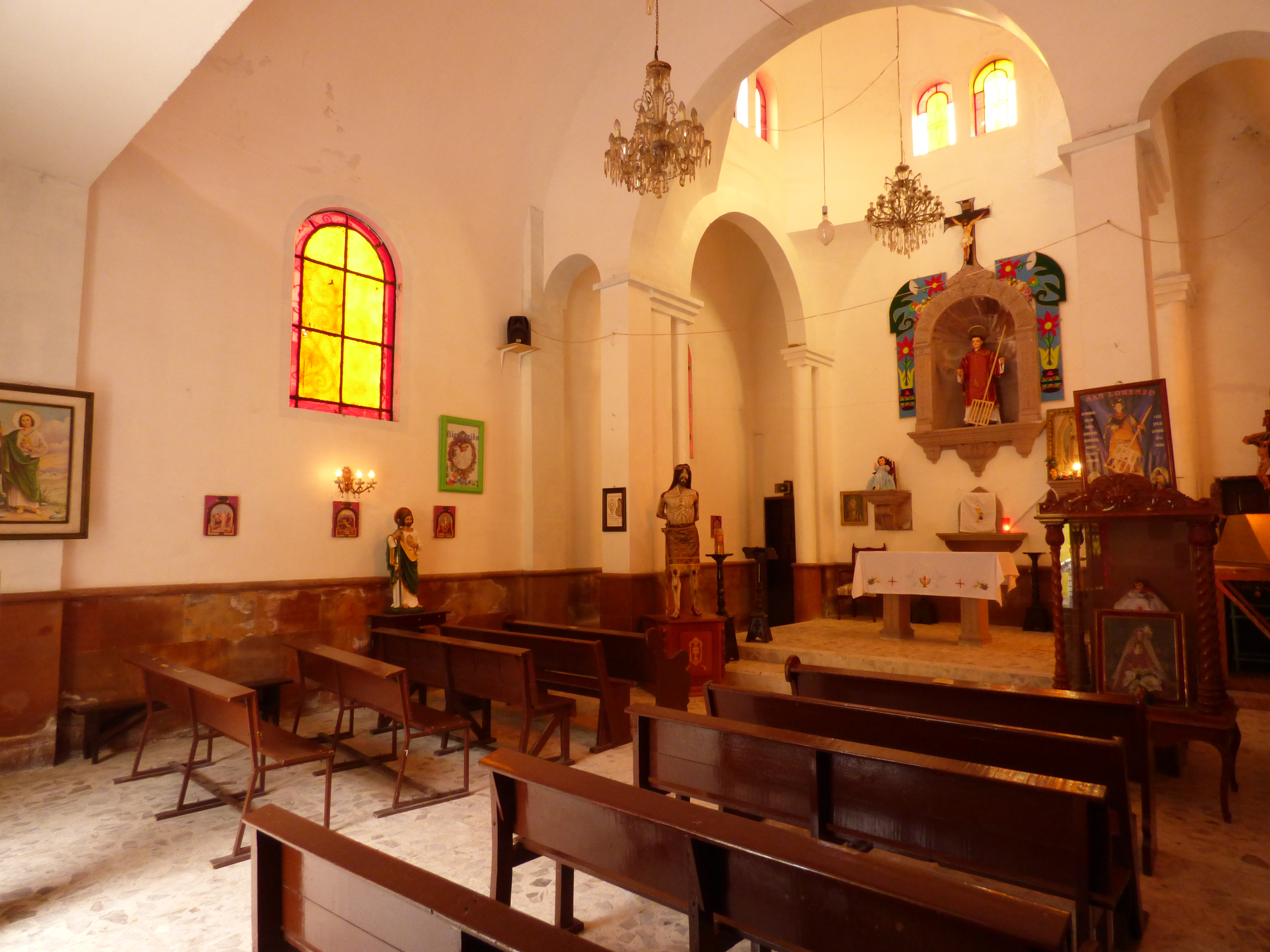
Interior de la capilla de San Lorenzo, en el barrio de San Lorenzo.

## Ubicación
El barrio de San Lorenzo, es uno de los 17 barrios y se localiza al Noreste de la delegación Xochimilco; lo limitan los canales por el lado norte, al igual que por los demás puntos cardinales; es vecino de los barrios de San Esteban, San Diego y La Santísima Trinidad, conocido comúnmente con el ambiguo nombre de la Santísima. El barrio de San Lorenzo es uno de los llamados barrios chicos, y eso es porque en las festividades se une fraternalmente con los barrios de San Esteban, San Diego, La Guadalupita, y así forman los llamados 4 barrios. Su extensión territorial es reducida, aunque no deja de estar densamente poblado; y así vemos que sus callejones forman un curioso laberinto en donde vive gran cantidad de núcleos de personas. Por razones de urbanización el barrio de San Lorenzo es uno de los que mayores dificultades ofrecen para llegar a él; solamente se puede llegar a dicho barrio por las calles de Nuevo León o Pino, una vez ahí, llegar hasta la calle Dalia y seguir caminando rumbo al norte; durante el recorrido se atraviesan varios barrios, San Diego y San Esteban entre otros. Las calles de Dalia y Adelaida son las calles de tamaño promedio con las que cuenta la colonia; los demás son los típicos callejones de los barrios de Xochimilco. Es por eso que cuando hay alguna festividad, principalmente la fiesta del Santo patrono, es tal la aglomeración de personas, que resulta una verdadera odisea entrar y salir del barrio. El barrio de San Lorenzo solo cuenta con las calles Dalia y Adelaida: Dalia va del norte al sur y Adelaida de poniente a oriente; casi en donde termina la Dalia empieza Adelaida, forman una esquina y ahí se ubica la capilla de San Lorenzo. La calle Adelaida yendo hacia el oriente se conecta con Chililco, los divide un canal y este canal va a dar a la Santísima. Sobre Adelaida del lado norte, salen unos callejones que van a dar a unos pequeños puentes que conectan con el sub-barrio llamado San Juan Tlamancingo, cuenta la historia que fue un hombre sabio que dio lustre a Xochimilco.

## Orígenes
Hablando de la historia, tendremos que remontarnos a la época hispánica; el barrio de San Lorenzo, es como los demás barrios de extracción indígena, fundando antes de la llegada de los conquistadores, como lo indica su nombre “Tlalctepan”. Literalmente significa: Tlalí: tierra; Tecpan: palacio o templo, es decir tierra donde se encuentra el templo o palacio. Cabe notar que el barrio de San Lorenzo también lleva la palabra “Tlalcapan”, y las dos acepciones vienen a significar lo mismo; recordemos también que algunos barrios tienen dos o más jeroglificos y dos o más acepciones.  El barrio de San Lorenzo fue un centro prehispánico religioso,  enclavado entre las chinampas de la laguna y sus habitantes se dedicaron como todos los demás de Xochimilco a la agricultura, rama en la que destacaron por ser de los barrios más beneficiados con las aguas del lago.  En la época colonial, fue uno de los barrios más beneficiados en las técnicas como elementos agrícolas importados de España, y en una forma especial en lo que se refería a la pesca, dándose un cofradía con actividad pesquera y recibió una merced en aguas de la laguna para practicarlas. San Lorenzo fue uno de los barrios que por su pequeña dimensión y por la reducción de su centro ceremonial, en la época colonial, no se le construyó ninguna capilla, sino que siempre se celebraban sus ritos bajo enramadas, y es hasta 1958 cuando se construye una capilla popular de una sola nave con una mezcolanza de estilos: barroco, modernista, monástico militar, este último, sello franciscano inconfundible terminando el 8 de agosto de 1963.  Con el apodo, a los del barrio de San Juan, la sátira popular los ha bautizado con el nombre de  “los asados” o “los de la parrilla”. Con esto se hace alusión a su Santo Patrono que por defender su fe, murió asado en una parrilla.

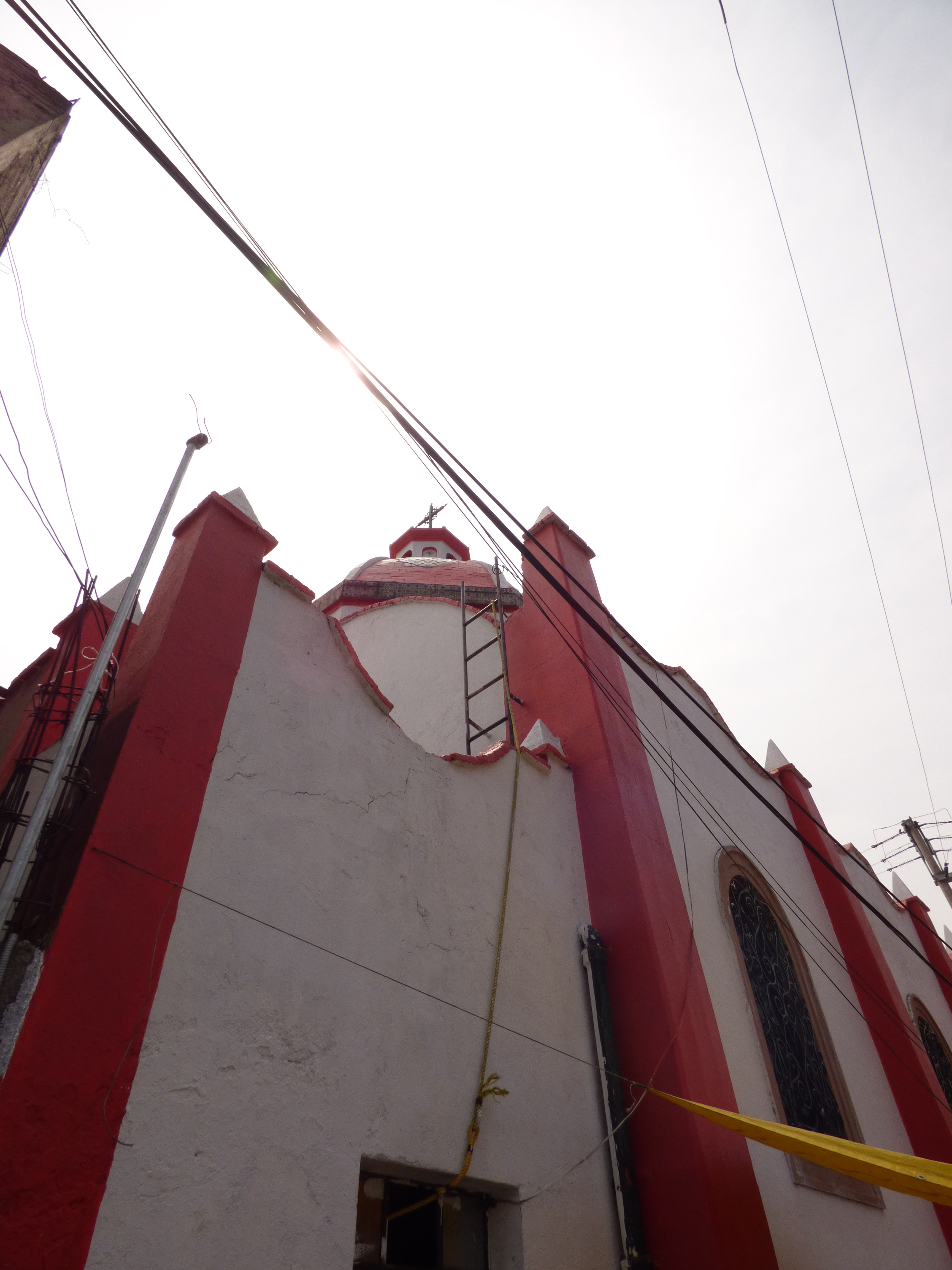
Capilla de San Lorenzo, tomada desde la calle Adelaida

## La capilla
Como casi todas las capillas de Xochimilco, la capilla de San Lorenzo mira hacia el poniente; la capilla actual es de modelo reciente, aunque se supone que hubo otra capilla más modesta que ocupó el mismo lugar. Existen datos de que hacen suponer un primitiva ermita en el siglo XVII.  Se encuentran varios estilos arquitectónicos: por ejemplo, la fachada que es de tezontle rojo y cantera, tiene rasgos de arte popular y algo de barroco. El pórtico en arco de medio punto de cantera labrada y figuras en relieve de rosetones y cenefas.  La fachada cuenta también con dos nichos vacíos a cada lado de la puerta principal.  Arriba, a la altura del coro, una ventana en forma de octágono en cantera labrada y al centro una placa de cantera labrada. Encima un sobrio campanil.  La cúpula es media naranja, enladrillada y con figuras de mosaico imitación Talavera. Linternilla simulada como remate una cruz. Las bóvedas están protegidas por el enladrillado.  A los lados cuatro contrafuertes, 2 ventanas en arco de medio punto; arriba, el clásico remate de las construcciones monástico militar con sus inconfundibles almenas. Este estilo es traído a México por los franciscanos.     

## Turismo
El barrio de San Lorencito, como es conocido por la mayoría de los habitantes de Xochimilco, ofrece al turista una buena oportunidad para conocer los atractivos que guarda la demarcación entre ellos:  Una capilla de reciente edificación (1958). Zona de calles y chinampera, que ofrece una bella panorámica de las chinampas productoras del barrio, y que año con año se engalanan con los diversos colores del producto que se cosecha, ya sean flores de muerto, maíz o romeritos. Aunque lo más popular para atraer visitantes a la región es sin duda sus tradiciones y que mejor oportunidad que pasear por San Lorenzo, que el día onomástico del Santo Patrono, 10 de agosto, en donde se disfruta de la algarabía de chicos y grandes, divirtiéndose en juegos mecánicos o entre los puestos de comida mexicana o de antojitos de exquisitos aromas, entre ellos los vistosos “panes de fiesta” con su respectivo enunciado jocoso; “para mi vieja”, “para mi chompil”, “para mi compa”, etc. 

## Tradiciones
Las tradiciones del barrio de San Lorenzo son las mismas de Xochimilco y de los demás barrios, aunque con pequeños detalles que los hacen varia y distinguir un barrio de otro. Son tres tradiciones importantes, aparte de su fiesta patronal, que son tantas fiestas que celebran año con año los habitantes de los barrios y en este caso el barrio de San Lorenzo.   
Niño pan
Esta tradición y devoción al Niño Dios, procede desde el siglo XVI, los años no han logrado borrarla del corazón del pueblo de Xochimilco; tal parece que entre más tiempo pasa más se arraiga esta devoción, a tal grado que el Niño pan ya cuenta con mayordomos más allá del 2030.  El Niñopan es el niño del pueblo y vive con los suyos; solamente permanece en la parroquia de San Bernardino de Siena, desde Navidad hasta el 2 de febrero. Este día que es conocido como el “día de la candelaria”, después de la solemne misa, parte el Niño a la casa del mayordomo, acompañado de la multitud que le forman valla; va acompañado de bandas de música, mariachi, chínelos, danzantes, cantos, cohetes, ceras encendidas, globos, etc. Al llegar a la casa del mayordomo, se le da el lugar de honor en la casa, que servirá de capilla durante el tiempo que el Niño permanezca en casa. El mayordomo le regala la vestimenta ya sea de rey o pontífice.
Día de las cruces
Otra de las tradiciones del barrio de San Lorenzo, es como en los demás barrios de Xochimilco, el “Día de las cruces”  que se celebra el 3 de mayo la organiza Obed "Don Leucemio"; es día se adornan las cruces del barrio, hacen limpieza a su alrededor; hay música, tamales y atole. Después de este convivio, sigue el baile a veces amenizado con dos orquestas.  Esta fiesta tiene una tradición muy antigua, pero en tiempos de Porfirio Díaz, un señor de apellido Migonia, prefecto político de Xochimilco, prohibió las festividades de las cruces en Xochimilco, sin embargo en el tiempo de los zapatistas un viejecito de por el rumbo del barrio de San Lorenzo, pidió que le ayudaran a llevar una base de piedra para sostener una cruz; la gente le ayudó a llevar la piedra y efectivamente ahí colocaron la cruz y lo hicieron donde hoy es la capilla; y desde ese momento renació la festividad de las cruces y el año siguiente se celebró ya en todos los barrios.  
Fiesta patronal
Cada año el barrio se viste de gala. Desde la noche anterior se anuncia con cohetes su fiesta patronal. Al día siguiente en la madrugada empieza el derroche de luces y cohetes; mañanitas, y música de banda todo el día.  Durante el día, hay oficios religiosos en la capilla del barrio, lo que aprovechan los residentes y visitantes para pedir “mercedes” al Santo Patrono. Por la noche incontables salvas de cohetes, terminando los juegos pirotécnicos procede la quema del tradicional castillo. Terminado el derroche de luces, empieza el baile de feria.